# 文化功労者

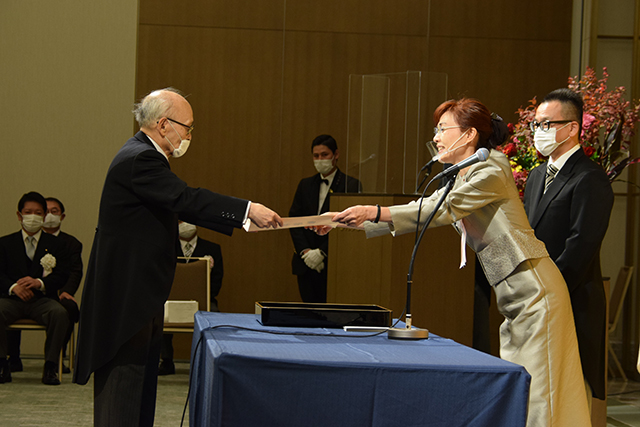
文化功労者顕彰式にて文部科学副大臣横田比奈子（右）から顕彰状を受領する東京大学名誉教授伊東俊太郎（左）（2020年11月4日）

文化功労者（ぶんかこうろうしゃ）は、日本において、文化の向上発達に関し特に功績顕著な者を指す称号。文化功労者年金法（昭和26年法律第125号）に定められる。文化人にとっては文化勲章に次ぐ栄誉となっている。文化勲章受章者は原則として、前年度までに文化功労者として顕彰を受けた者の中から選ばれる。

## 選考基準

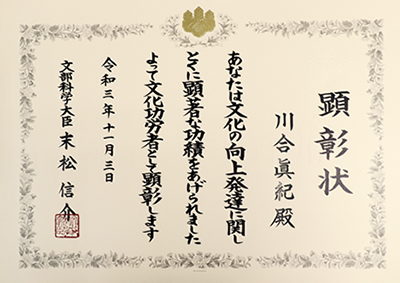
分子科学研究所所長川合眞紀に対する文化功労者顕彰状

文部科学大臣が候補者の選考を文化審議会に諮問し、その選考した者のうちから文部科学大臣がこれを決定する（文化功労者法第2条）。文化功労者には、終身、政令で定める額の年金（年額350万円・平成21年度予算計約8億円）が支給される（同法第3条）。
なお選考基準に国籍要件はなく、2014年（平成26年）末現在で、1978年（昭和53年）の南部陽一郎（物理学者）、1999年（平成11年）のマリウス・バーサス・ジャンセン（日本研究家）、2002年（平成14年）のドナルド・キーン（日本文学者）、2010年（平成22年）の王貞治（野球選手・監督）の4人の外国国籍者が選ばれている（王のみ中華民国国籍で他3人はアメリカ合衆国国籍。また南部とキーンは文化勲章受章、王は国民栄誉賞受賞）。
1989年（昭和64年 / 平成元年）にファッションデザイナーの森英恵、1990年（平成2年）に将棋の大山康晴・水泳の兵藤秀子、1991年（平成3年）にグラフィックデザイナーの亀倉雄策、1992年（平成4年）に囲碁の坂田栄男・野球の川上哲治、1994年（平成6年）に漫画家の横山隆一、2009年（平成21年）には元横綱の大鵬幸喜、2012年（平成24年）にサッカーの岡野俊一郎、2012年（平成24年）にアニメーションの宮﨑駿が選ばれるなど、平成時代に入ってから対象分野の拡大が顕著である。2018年以降は、福原義春、茂木友三郎、滝久雄など、財界人も選ばれている。
受章者の数は、2017年までは毎年15人が原則であったが、2018年からは文化芸術基本法の施行により20人に増員され、分野も文化振興やアートディレクター、メディア芸術、映画評論、照明デザインなどに拡大されている。

## 年金・褒賞金について
日本国憲法第14条に「栄誉、勲章その他の栄典の授与は、いかなる特権も伴はない」とあるため、文化勲章受章者に年金や褒賞金を支給することができなかった。このため、1951年（昭和26年）に勲章とは別制度として「文化功労者」を設け、これに年金を支給することで実質的に文化勲章年金の機能を持たせた。
終身年金支給額は文化功労者年金法施行令（昭和26年政令第147号）で定められている。現在の額は1982年（昭和57年）に規定された年間350万円である。2020年現在存命の受給資格者は232人で、総額8億円余りである。なお、文化功労者年金に対する差押えは禁止されていない（最決令和6年10月23日（令和6年(許)第1号））。